# Mikrobiologija
Mikrobiologija je kot veja biologije veda o mikroorganizmih (mikrobih). Sem sodijo številni in raznoliki organizmi, ki obstajajo kot posamezne celice ali skupki celic, med njimi evkarionti, kot so glive, praživali in alge ter prokarionti, kot so bakterije in arheje. V skupino mikroorganizmov sodijo tudi virusi, čeprav niso striktno razvrščeni kot živi organizmi. Glede na obravnavan mikroorganizem se mikrobiologija deli na mnoge veje: bakteriologija, virologija, mikologija, parazitologija. Specialist s področja mikrobiologije se imenuje mikrobiolog. Mikrobna celica je sposobna samostojnega življenja in je sposobna rasti, tvorbe energije in razmnoževanja neodvisno od drugih celic (izjema so virusi). Tako se celice mikroorganizmov razlikujejo od celic živali ali rastlin, saj le-te ne morejo živeti samostojno. 
Mikrobiologija je osnovna biološka znanost, ki nudi nekatera najbolj dostopna raziskovalna orodja za raziskovanje delovanja življenjskih procesov. Z uporabo mikroorganizmov nam je uspelo razumeti najbolj zapletene kemične in fizikalne procese življenja. Kot uporabna biološka znanost se mikrobiologija ukvarja z mnogimi pomembnimi težavami v medicini, industriji, ekologiji ... Nekateri mikroorganizmi povzročajo zelo nevarne bolezni pri ljudeh, v industriji pomagajo pri proizvodnji antibiotikov, uporabljamo jih tudi za čiščenje odpadnih vod.

## Zgodovina
Dolgo so domnevali, da obstajajo organizmi, ki niso vidni s prostim očesom. Stari Egipčani so uporabljali proces fermentacije za pridelavo piva, kjer sodelujejo mikroorganizmi. Stare civilizacije so odkrile povezavo med odplakami in boleznimi. Stari Rimljani so nadzorovali vodo v akvaduktih in onesnaženje vode je bilo strogo kaznovano. V trinajstem stoletju so osebe obolele za gobavostjo (povzroča jo bakterija Mycobacterium leprae) osamili od zdravih ljudi. Leta 1348 je epidemija kuge, imenovana tudi črna smrt (bolezen povzroča bakterija Yersinia pestis), za tretjino zmajšala število ljudi na Zemlji. Hitro širjenje bolezni so omogočile zelo slabe sanitarne razmere srednjega veka.
Napredek optike v renesansi je omogočil tudi razvoj mikroskopa in s tem opazovanje s prostim očesom nevidnih organizmov. Robert Hooke je z uporabo enostavnega mikroskopa leta 1664 prvi opisal glive. Znanstvenik Antonie van Leeuwenhoek je sam predelal mikroskop ter prvi opisal in narisal bakterije, kar je bilo leta 1684 tudi objavljeno. Ta prva odkritja so vodila do širše uporabe mikroskopa kot standardnega raziskovalnega orodja.
Naslednji pomemben korak v mikrobiologiji je naredil Louis Pasteur, ki je ovrgel teorijo o spontani generaciji in dokazal, da živo nastane le iz živega. Začel je z uporabo cepiv proti boleznim, kot so vranični prisad, ptičja kuga in steklina. Po njem je znan tudi proces konzerviranja živil, pasterizacija. Poleg pasterizacije je uvedel tudi sterilizacijo. Oba postopka s toploto uničujeta mikroorganizme.
Pomembna oseba v mikrobiologiji je bil tudi Robert Koch. Dokazal je, da določeni patogeni mikroorganizmi lahko povzročijo določeno bolezen. Na osnovi svojih raziskovanj je razvil kriterije, ki so znani kot Kochovi postulati. Svoja raziskovanja je osredotočil tudi na izolacijo bakterij v čistih kulturah. Pasteurja in Kocha pogosto smatramo kot ustanovitelja medicinske mikrobiologije.
Na Slovenskem je znan Marko Anton Plenčič (1705–1786) iz Solkana, ki je deloval v Padovi in na Dunaju. Opazil je, da škrlatinko povzroča očem nevidni živi kontagij škrlatinke, ki se prenaša iz bolnika na bolnika po zraku ali neposredno z okuženimi predmeti. Svoja opažanja je zapisal v knjigi leta 1762.

## Discipline
- Medicinska mikrobiologija
- Industrijska mikrobiologija
- Ekološka mikrobiologija
- Mikrobna genetika
- Mikrobna fiziologija
- Veterinarska mikrobiologija
- Evolucijska mikrobiologija
- Farmacevtska mikrobiologija
- Sanitarna mikrobiologija